# FIFA 2001
FIFA 2001 je nogometna videoigra iz serijala FIFA. Proizvođač je EA Sports, a izdavač Electronic Arts. Ujedno je i prva FIFA-ina u 21. stoljeću. Izašla je 1. listopada 2000. godine za PC (Microsoft Windows), PlayStation, PlayStation 2 i Game Boy Color.

## Omoti
Omoti FIFA-e 2001 u pojedinim zemljama Europe:
- Engleska - Paul Scholes
- Nizozemska - Edgar Davids
- Njemačka - Lothar Matthäus
- Italija - Filippo Inzaghi
- Grčka - Theodoros Zagorakis